# Helmholtzova cívka

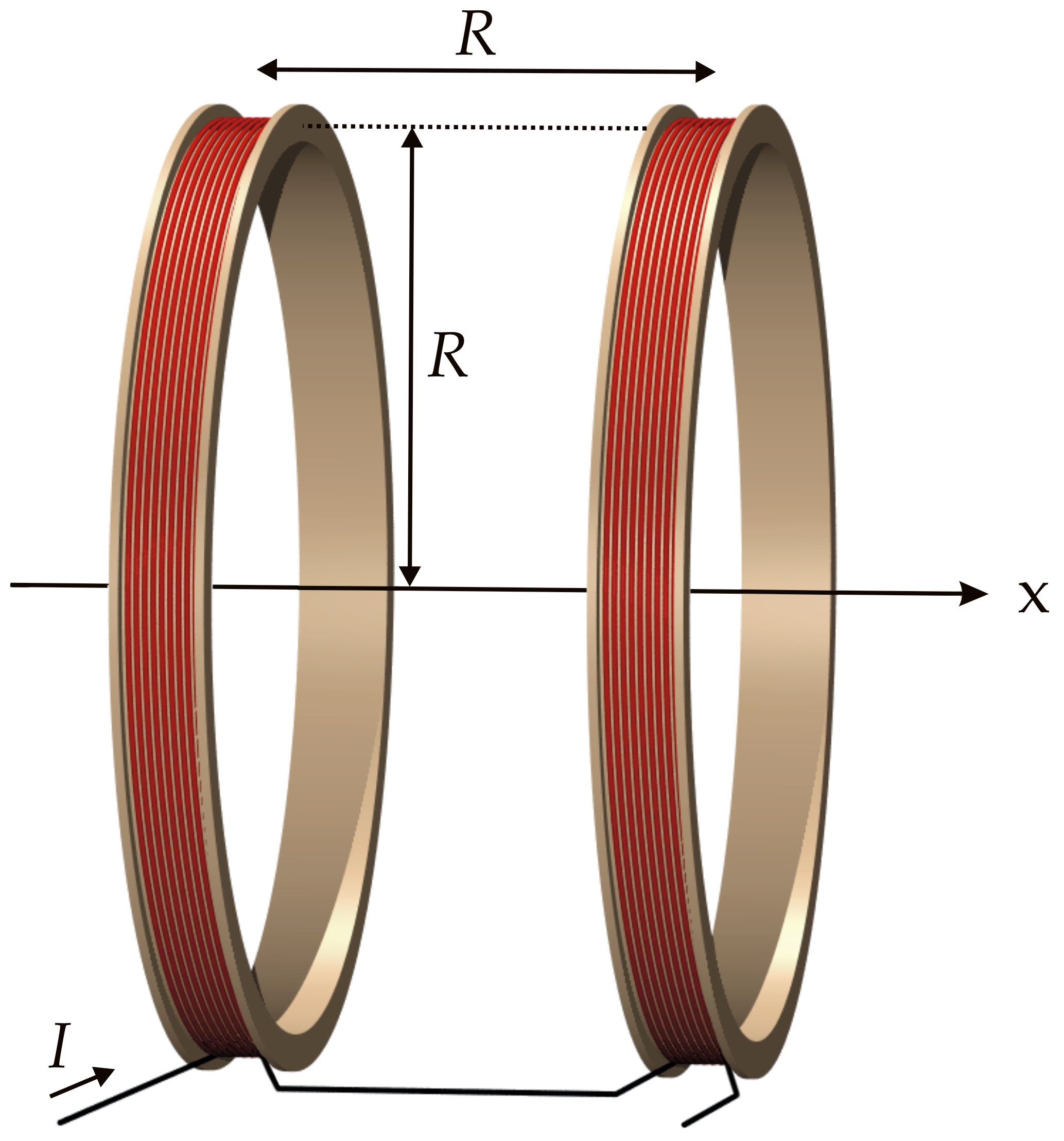
Schematický nákres Helmholtzovy cívky

Helmholtzova cívka je přístroj tvořený dvěma cívkami na jednom vodiči (zapojenými sériově), které jsou vůči sobě umístěny souose (koaxiálně). Zpravidla mají stejný počet závitů a stejný poloměr. Poloměr každé ze dvou dílčích cívek odpovídá několikanásobku délky příslušné cívky. Vzájemná vzdálenost obou cívek pak zpravidla odpovídá jejich poloměru. Tento nezvyklý tvar a umístění cívek umožňuje vytvořit téměř homogenní magnetické pole. Přístroj je pojmenován po německém fyziku Hermannu von Helmholtzovi.